# Buendía Estudios
Buendía Estudios (antes conocido como Atresmedia Studios) es una productora creada por el grupo audiovisual Atresmedia el 4 de diciembre de 2017 con la finalidad de crear contenido tanto para plataformas externas (Amazon Prime Video, Netflix o Movistar+) así como para la emisión de contenidos en sus propios canales (como Antena 3, laSexta o Atresplayer Premium).
En 28 de febrero de 2019, la productora Atresmedia Studios incorpora a su empresa la filial de Atresmedia Cine.
El 26 de junio de 2020 la productora se reconvierte en Buendía Estudios tras la integración de Movistar+.

## Producciones

### Series de televisión
| Serie                      | Inicio                   | Final                   | Género           | Canal/Plataforma       | Temporadas                 | Estado     | Ref.   |
| -------------------------- | ------------------------ | ----------------------- | ---------------- | ---------------------- | -------------------------- | ---------- | ------ |
| Pequeñas coincidencias     | 8 de diciembre de 2018   | 5 de febrero de 2021    | Comedia          | Prime Video / Antena 3 | 3 temporadas, 30 episodios | Finalizada | [ 2 ]  |
| El embarcadero             | 18 de enero de 2019      | 17 de enero de 2020     | Drama            | Movistar+              | 2 temporadas, 16 episodios | Finalizada | [ 3 ]  |
| Veneno                     | 29 de marzo de 2020      | 25 de octubre de 2020   | Drama            | Atresplayer            | 1 temporada, 8 episodios   | Finalizada | [ 4 ]  |
| Mentiras                   | 19 de abril de 2020      | 24 de mayo de 2020      | Drama            | Atresplayer / Antena 3 | 1 temporada, 6 episodios   | Finalizada | [ 5 ]  |
| Paca la Piraña, ¿digame?   | 31 de mayo de 2020       | 26 de diciembre de 2020 | Comedia          | Atresplayer / Neox     | 2 temporadas, 14 episodios | Finalizada | [ 6 ]  |
| ByAnaMilán                 | 8 de noviembre de 2020   | 24 de octubre de 2021   | Comedia          | Atresplayer            | 1 temporada, 8 episodios   | Finalizada | [ 7 ]  |
| FoQ: El Reencuentro        | 27 de diciembre de 2020  | 3 de enero de 2021      | Drama juvenil    | Atresplayer            | 1 temporada, 2 episodios   | Finalizada | [ 8 ]  |
| El internado: Las Cumbres  | 19 de febrero de 2021    | 7 de abril de 2023      | Drama juvenil    | Prime Video            | 3 temporada, 16 episodios  | Finalizada | [ 9 ]  |
| La cocinera de Castamar    | 21 de febrero de 2021    | 9 de mayo de 2021       | Drama de época   | Atresplayer / Antena 3 | 1 temporada, 12 episodios  | Finalizada | [ 10 ] |
| La templanza               | 26 de marzo de 2021      | 26 de marzo de 2021     | Drama de época   | Prime Video            | 1 temporada, 10 episodios  | Finalizada | [ 11 ] |
| Los protegidos: El regreso | 19 de septiembre de 2021 | 22 de enero de 2023     | Drama fantástico | Atresplayer            | 2 temporada, 10 episodios  | Finalizada | [ 12 ] |
| Cardo                      | 7 de noviembre de 2021   | 12 de marzo de 2023     | Drama            | Atresplayer            | 2 temporada, 12 episodios  | Finalizada | [ 12 ] |
| Señor, dame paciencia      | 2 de enero de 2022       | 20 de febrero de 2022   | Comedia          | Atresplayer            | 1 temporada, 8 episodios   | Finalizada | [ 13 ] |
| La unidad (2ª-3ªT)         | 18 de marzo de 2022      | 18 de mayo de 2023      | Thriller         | Movistar+              | 2 temporada, 12 episodios  | Finalizada | [ 14 ] |
| Heridas                    | 17 de abril de 2022      | 10 de julio de 2022     | Drama            | Atresplayer / Antena 3 | 1 temporada, 13 episodios  | Finalizada | [ 15 ] |

### Programas de televisión
| Programa                | Inicio                   | Final                 | Canal             | Temporadas                 | Estado     | Ref.   |
| ----------------------- | ------------------------ | --------------------- | ----------------- | -------------------------- | ---------- | ------ |
| A esta hora             | 17 de septiembre de 2018 | presente              | Canal Extremadura | 4 temporadas, ¿? programas | En emisión | [ 16 ] |
| Auténticos              | 15 de enero de 2020      | 19 de febrero de 2020 | laSexta           | 1 temporada, 6 programas   | Finalizado | [ 17 ] |
| Road Trip               | 26 de enero de 2020      | presente              | TNT España        | 2 temporadas, 12 programas | Pendiente  | [ 18 ] |
| Pasapalabra             | 13 de mayo de 2020       | presente              | Antena 3          | 1 temporada, ¿? programas  | En emisión | [ 19 ] |
| Top Photo               | 14 de junio de 2020      | 26 de julio de 2020   | Neox              | 1 temporada, 7 programas   | Finalizado | [ 20 ] |
| Bona Vesprada           | 11 de enero de 2021      | 10 de mayo de 2023    | À Punt            | 2 temporadas, ¿? programas | Finalizado | [ 21 ] |
| Paca te lleva al huerto | 14 de febrero de 2021    | presente              | Atresplayer       | 1 temporada, 10 programas  | Pendiente  | [ 22 ] |
| Drag Race España        | 30 de mayo de 2021       | presente              | Atresplayer       | 4 temporadas, ¿? programas | En emisión | [ 23 ] |
| Y ahora Sonsoles        | 24 de octubre de 2022    | presente              | Antena 3          | 2 temporada, ¿? programas  | En emisión | [ 24 ] |

### Documentales
| Programa                                      | Inicio                   | Final                    | Plataforma  | Temporadas               | Estado     | Ref.   |
| --------------------------------------------- | ------------------------ | ------------------------ | ----------- | ------------------------ | ---------- | ------ |
| Futbolistas por el mundo                      | 5 de junio de 2020       | presente                 | Prime Video | 1 temporada, 4 programas | Pendiente  | [ 25 ] |
| Fernando Torres: El último símbolo            | 18 de septiembre de 2020 | 18 de septiembre de 2020 | Prime Video | Programa especial        | Finalizado | [ 26 ] |
| Carolina Marín: Puedo porque pienso que puedo | 9 de octubre de 2020     | 9 de octubre de 2020     | Prime Video | 1 temporada, 4 programas | Finalizado | [ 27 ] |
| El instante decisivo                          | 18 de octubre de 2020    | 18 de octubre de 2020    | Atresplayer | Programa especial        | Finalizado | [ 28 ] |
| Ellas                                         | 1 de noviembre de 2020   | 1 de noviembre de 2020   | Atresplayer | Programa especial        | Finalizado | [ 28 ] |
| GEO: Más allá del límite                      | 15 de octubre de 2021    | 15 de octubre de 2021    | Prime Video | 1 temporada, 8 programas | Finalizado | [ 29 ] |